# Aroana
Aroana é um gênero de traça pertencente à família Arctiidae.